# Плис, Иван Григорьевич
Иван Григорьевич Плис (1919—2004) — майор Советской Армии, участник Великой Отечественной войны, Герой Советского Союза (1944).

## Биография
Иван Плис родился 23 октября 1919 года в селе Михайлин (ныне — Казатинский район Винницкой области Украины). После окончания семи классов школы работал в совхозе. В 1939 году Плис был призван на службу в Рабоче-крестьянскую Красную Армию. В 1942 году он окончил Ленинградское военно-инженерное училище. С октября 1943 года — на фронтах Великой Отечественной войны.
К июню 1944 года лейтенант Иван Плис командовал взводом 222-го отдельного моторизованного штурмового инженерно-сапёрного батальона 20-й моторизованной штурмовой инженерно-сапёрной бригады 7-й армии Карельского фронта. Отличился во время форсирования Свири. 21 июня 1944 года взвод Плиса в числе первых переправился через Свирь в районе Лодейного Поля, после чего успешно проделал проходы в немецких инженерных заграждениях, подорвал один дзот и заставил капитулировать гарнизон второго дзота. Действия Плиса и его взвода способствовали успешному захвату плацдарма.
Указом Президиума Верховного Совета СССР от 21 июля 1944 года за «образцовое выполнение боевых заданий командования на фронте борьбы с немецкими захватчиками и проявленные при этом мужество и героизм» лейтенант Иван Плис был удостоен высокого звания Героя Советского Союза с вручением ордена Ленина и медали «Золотая Звезда» за номером 3787.
Участвовал в боях советско-японской войны. После её окончания продолжил службу в Советской Армии. В 1960 году в звании майора Плис был уволен в запас. Проживал и работал в Виннице. 
Скончался 18 сентября 2004 года, похоронен на Центральном кладбище Винницы.
Был также награждён орденом Красного Знамени, двумя орденами Отечественной войны 1-й степени, двумя орденами Красной Звезды и рядом медалей.